# Berezți, Radomîșl
Berezți (în ucraineană Березці) este un sat în comuna Lutivka din raionul Radomîșl, regiunea Jîtomîr, Ucraina.

## Demografie
Componența lingvistică a localității Berezți
     Ucraineană (98,22%)
     Rusă (1,78%)
Conform recensământului din 2001, majoritatea populației localității Berezți era vorbitoare de ucraineană (98,22%), existând în minoritate și vorbitori de rusă (1,78%).